# Síugrás a 2012. évi téli ifjúsági olimpiai játékokon
A 2012. évi téli ifjúsági olimpiai játékokon a síugrás egyéni versenyeit január 14-én, a csapatversenyt január 21-én rendezték Innsbruckban. Összesen 3 versenyszámban avattak ifjúsági olimpiai bajnokot.
Síugrásban először rendeztek női versenyszámot az olimpiai versenyek történetében. A csapatversenyben egy lány síugró, egy fiú északi összetett versenyző és egy fiú síugró alkotott egy csapatot.

## Éremtáblázat
(A táblázatokban az egyes számoszlopok legmagasabb értéke, vagy értékei vastagítással kiemelve.)
| A 2012. évi téli ifjúsági olimpiai játékok éremtáblázata síugrásban | A 2012. évi téli ifjúsági olimpiai játékok éremtáblázata síugrásban | A 2012. évi téli ifjúsági olimpiai játékok éremtáblázata síugrásban | A 2012. évi téli ifjúsági olimpiai játékok éremtáblázata síugrásban | A 2012. évi téli ifjúsági olimpiai játékok éremtáblázata síugrásban | Olimpia  |
| ------------------------------------------------------------------- | ------------------------------------------------------------------- | ------------------------------------------------------------------- | ------------------------------------------------------------------- | ------------------------------------------------------------------- | -------- |
|                                                                     | Ország                                                              | Arany                                                               | Ezüst                                                               | Bronz                                                               | Összesen |
| 1.                                                                  | Szlovénia (SLO)                                                     | 1                                                                   | 1                                                                   | 1                                                                   | 3        |
| 2.                                                                  | Németország (GER)                                                   | 1                                                                   | 1                                                                   | 0                                                                   | 2        |
| 3.                                                                  | Japán (JPN)                                                         | 1                                                                   | 0                                                                   | 1                                                                   | 2        |
|                                                                     |                                                                     |                                                                     |                                                                     |                                                                     |          |
| 4.                                                                  | Norvégia (NOR)                                                      | 0                                                                   | 1                                                                   | 0                                                                   | 1        |
|                                                                     |                                                                     |                                                                     |                                                                     |                                                                     |          |
| 5.                                                                  | Kanada (CAN)                                                        | 0                                                                   | 0                                                                   | 1                                                                   | 1        |
|                                                                     |                                                                     |                                                                     |                                                                     |                                                                     |          |
| Összesen                                                            | Összesen                                                            | 3                                                                   | 3                                                                   | 3                                                                   | 9        |

## Érmesek
| A 2012. évi téli ifjúsági olimpiai játékok érmesei síugrásban |                                                                        |       |                                                               |       |                                                             |       |
| Versenyszám                                                   | Arany                                                                  | Arany | Ezüst                                                         | Ezüst | Bronz                                                       | Bronz |
| Fiú                                                           | Anže Lanišek · Szlovénia (SLO)                                         | 286,1 | Mats S. Berggaard · Norvégia (NOR)                            | 277,8 | Yukiya Sato · Japán (JPN)                                   | 260,1 |
| Lány                                                          | Sara Takanashi · Japán (JPN)                                           | 269,3 | Katharina Althaus · Németország (GER)                         | 242,5 | Urša Bogataj · Szlovénia (SLO)                              | 239,3 |
| Csapat                                                        | Németország (GER) · Katharina Althaus · Tom Lubitz · Andreas Wellinger | 640,1 | Szlovénia (SLO) · Ursa Bogataj · Luka Pintaric · Anze Lanisek | 610,5 | Kanada (CAN) · Taylor Henrich · Nathaniel Mah · Dusty Korek | 587,0 |